# 马效坤
马效坤（1947年9月—），山东省成武人，汉族，中华人民共和国政治人物、第十二届全国人民代表大会山东地区代表。
毕业于山东省经济管理干部学院经济管理专业。加入中国共产党。2013年，担任全国人大代表。